# Ramphotyphlops suluensis
Ramphotyphlops suluensis — вид змій родини сліпунів (Typhlopidae). Ендемік Філіппін.

## Поширення і екологія
Ramphotyphlops suluensis мешкають на островах Сібуту, Бубуан і Сімунул в архіпелазі Сулу. Вони живуть у вологих тропічних лісах.

## Збереження
МСОП класифікує цей вид як вразливий. Ramphotyphlops suluensis загрожує знищення природного середовища.